# Lord Mayor
Nei paesi anglofoni il Lord Mayor è il sindaco principale di alcune città; spesso è un titolo legato a funzioni esclusivamente rappresentative.
Il più noto è il Lord sindaco di Londra, ovvero il sindaco della Città di Londra (da non confondersi con il Sindaco di Londra, che è il sindaco dell'intera area metropolitana).

## Regno Unito
Le città che hanno un Lord Mayor sono attualmente 30:
- In Inghilterra: Birmingham, Bradford, Bristol, Canterbury, Chester, Coventry, Exeter, Kingston upon Hull, Leeds, Leicester, Liverpool, Città di Londra, Manchester, Newcastle upon Tyne, Norwich, Nottingham, Oxford, Plymouth, Portsmouth, Sheffield, Stoke-on-Trent, Città di Westminster e York
- In Irlanda del Nord: Belfast
- In Scozia: Aberdeen, Dundee, Edimburgo, Glasgow. In Scozia viene utilizzato il titolo di  Lord Provost.
- In Galles: Cardiff e Swansea

## Altri stati
- In Australia quello del Lord Mayor è un ruolo anche politico, le città con un Lord Mayor sono Adelaide, Brisbane, Darwin, Hobart, Melbourne, Newcastle, Parramatta, Perth, Sydney e Wollongong.
- In Canada l'unica città è Niagara-on-the-Lake in quanto in passato fu la prima capitale dell'Alto Canada.
- In Irlanda Cork e Dublino hanno un Lord Mayor con compiti di rappresentanza come nella tradizione britannica.